# Ігенче (Аургазинський район)
Ігенче́ (рос. Игенче, башк. Игенсе) — присілок у складі Аургазинського району Башкортостану, Росія. Входить до складу Турумбетівської сільської ради.
Населення — 6 осіб (2010; 16 в 2002).
Національний склад:
- башкири — 94%